# Luka Prašnikar
Luka Prašnikar, slovenski nogometaš, * 11. junij 1987, Šmartno ob Paki.
Prašnikar je profesionalni nogometaš, ki igra na položaju napadalca. Od leta 2020 je član avstrijskega kluba SC Kappel. Pred tem je igral za slovenske klube Šmartno ob Paki, Primorje, Dob,  Rudar Velenje, Olimpijo, Nafto Lendava, Šmartno 1928 in Aluminij ter avstrijske SV Wildon, ATSV Wolfsberg in SV Eberstein. Skupno je v prvi slovenski ligi odigral 90 tekem in dosegel 11 golov, v drugi slovenski ligi pa 87 tekem in 20 golov.
Njegov oče Bojan Prašnikar je nogometni trener, sestra Lara pa nogometašica.